# Rhamphomyia carenifera
Rhamphomyia carenifera är en tvåvingeart som beskrevs av Mario Bezzi 1909. Rhamphomyia carenifera ingår i släktet Rhamphomyia och familjen dansflugor. Inga underarter finns listade i Catalogue of Life.